# Chrám Ochrany Panny Marie (Miroľa)
Chrám ochrany přesvaté bohorodičky je dřevěná řeckokatolická cerkev v obci Miroľa v okrese Svidník. Chrám je národní kulturní památkou Slovenské republiky od roku 1968.

## Popis
Tříprostorová dřevěná cerkev lemkovského typu z roku 1770 je postavena na místě staršího chrámu z konce 17. století. Během vojenských operací v druhé světové války v listopadu 1944 byla poškozena, ale do roka byla znovu rekonstruována obyvateli obce. Dnešní podoba sakrálního objektu vznikla tak, že k původní lodi a presbytáři se později dokončila hranolová věž (s gotickým charakterem).
Do areálu cerkve se vchází přes vstupní branku s osmibokou nízkou kuželovou stříškou, přikrytou šindelem. Nad presbytářem je valbová střecha, spojená s lodí. Nad lodí je dvoustupňová šindelová stanová střecha. Na hřebenech vyčnívají osmihranné makovičky (elipsovitě-kruhové), šindelové konstrukce s válcovitými nástavci, nesoucími věžičky, ve tvaru hrušky (zaoblený kónus) s kovovými kříži.
Ve vstupní části cerkve v podvěží (babinci), se nacházejí historické artefakty jako například: několik vzácných knih s dobovými zápisy v azbuce, pláštenica - obraz Krista v hrobě (byla objevena při rekonstrukci oltáře) a také práce místních mistrů, ruční kované hřebíky.
V interiéru je ikonostas se čtyřřadou architekturou z období výstavby cerkve, ve kterém jsou výrazné syté barvy. Ikony jsou rozvrstvené do čtyř řad nad sebou. První, hlavní řada je začleněna mezi carské a jáhenská dveře a obsahuje ikony sv. biskupa Mikuláše Bohorodice Hodegetria, ikona Ježíše Krista (Pantokratora - Vševládce, je zobrazen pouze horní částí těla, v levé ruce drží otevřený evangeliář, pravou rukou žehná) a ikona Ochrany svaté Bohorodičky. Ve druhé jsou ikony hlavních církevních svátků ve středu s ikonou Poslední večeře. Ve třetí jsou ikony všech apoštolů, mezi nimiž ústřední je ikona Pantokratora, božského vládce s krátkou bradkou a dlouhými vlasy. Ježíš Kristus je zobrazen frontálně v celé postavě, v purpurovém rouchu ozdobeném modrou ramenní stuhou (Na purpurovém rouchu je modrá kruhová stuha s třemi hnědými kříži. Její délka je až pod kolena na úroveň spodního okraje roucha). Stuha na ramenou Ježíše Krista symbolizuje dobrého pastýře, který přináší ztracenou ovci na ramenou zpět do svého ovčince, mezi pevné a poslušné věřící. Hlavu mu obepíná mandorla (svatozář). Pravou rukou dává požehnání a v levé ruce drží modré zemité jablko. Čtvrtý řada proroků se skládá z dvanácti medailonů v šesti nástavcích. Vrch ikonostasu je ukončen tabulovou ikonou Ukřižování. Při kříži je Žofie a sv. evangelista Jan.
V ostění otvoru jáhenských dveří nejsou vsazeny dveře. Na konstrukci carských, dvoukřídlých dveří jsou medailony – se čtyřmi evangelisty a na dalších dvou jsou vyobrazeny výjevy ze Zvěstování.
V lodi cerkve se nachází kromě ikonostasu i obrazárna ikon ze 17. století, které jsou ze starší dřevěné cerkvi. Mezi nimi je i ikona Zesnutí Přesvaté Bohorodičky. Ikonostas byl v 70. letech 20. století restaurován. Oltář je z 18. století.
Ve dvacátém století byla realizována první oprava cerkve v roce 1945, po skončení druhé světové války. Cerkev byla dělostřeleckou a minometnou střelbou při Karpatsko-dukelské operaci poškozena. Ikonostas byl restaurován v 70. letech 20. století. Dnes jsou postupně renovovány ikony v chrámové lodi. Do původního stavu byl uveden oltář, který lemuje rustikálně-rokokový vyřezávaný rám s obrazem Krista nesoucího kříž. V letech 2005-2008 při realizování projektu "Obnovme si svůj dům" byla provedena kompletní přestavba dřevěné cerkve.

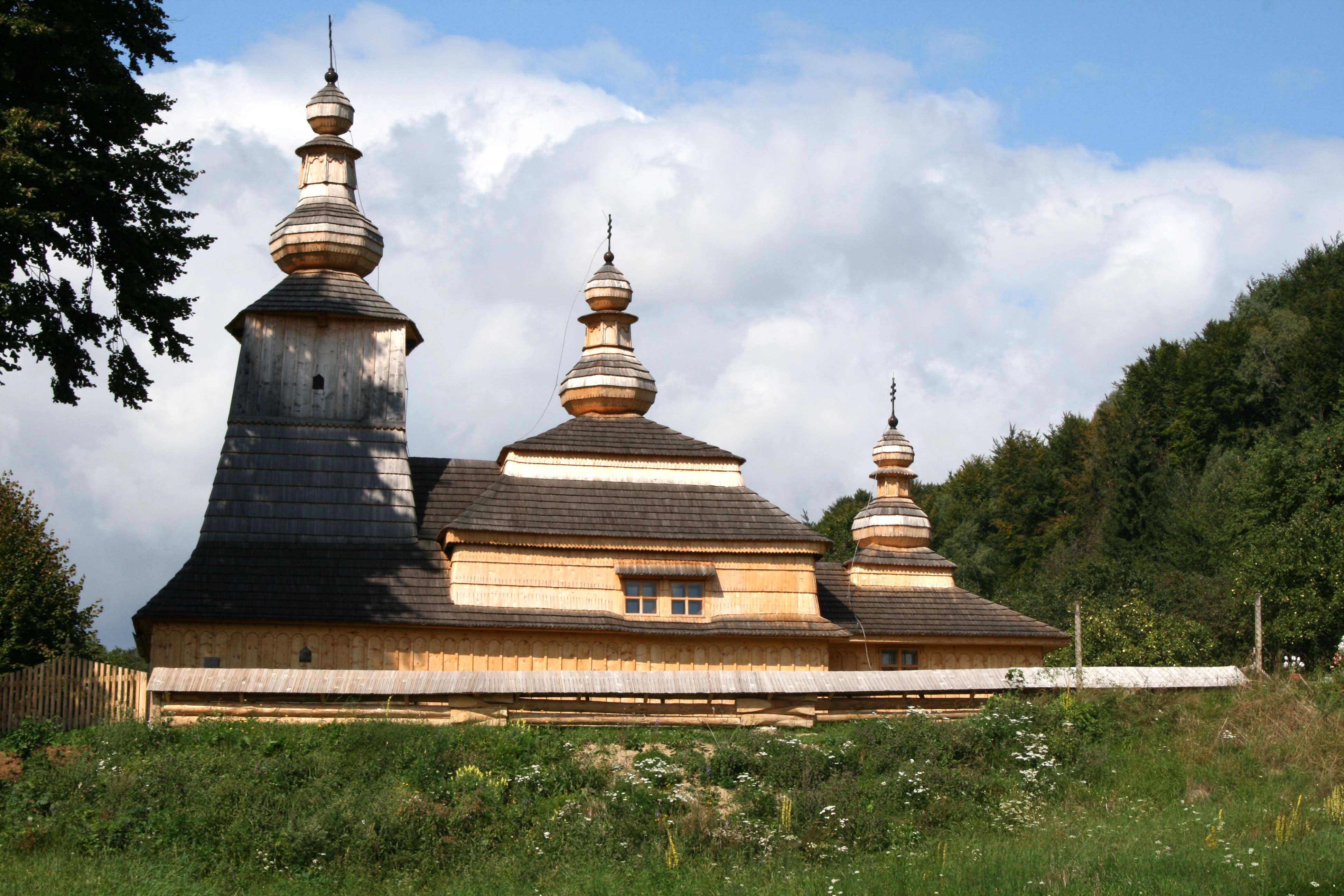
Jižní pohled na Cerkev